# Malcolm Wallace McCutcheon
Malcolm Wallace McCutcheon PC CBE QC (* 18. Mai 1906 in London, Ontario; † 23. Januar 1969) war ein kanadischer Politiker der Progressiv-konservativen Partei (PC), der fast sechs Jahre lang Mitglied des Senats sowie zwischen 1962 und 1963 Minister ohne Geschäftsbereich sowie anschließend 1963 kurze Zeit Minister für Handel und Gewerbe im 18. kanadischen Kabinett von Premierminister John Diefenbaker war.

## Leben
McCutcheon absolvierte nach dem Schulbesuch ein Studium der Rechtswissenschaftener mit einem Doktor der Rechte (LL.D.) und nahm danach eine Tätigkeit als Rechtsanwalt auf. Für seine anwaltlichen Verdienste wurde er zum Kronanwalt (Queen’s Counsel) ernannt. Während des Zweiten Weltkrieges war er Mitarbeiter der 1939 gegründeten Behörde für Preise und Handel (Wartime Prices and Trade Board)Darüber hinaus war er 1945 als Mitgründer und Geschäftsführer der Investmentgesellschaft Argus Corporation tätig.
Am 9. August 1962 wurde McCutcheon auf Vorschlag von Premierminister John Diefenbaker zum Senator für Ontario ernannt und vertrat in diesem bis zu seinem Rücktritt am 13. Mai 1968 den Senatsbezirk Gormley.
Zugleich wurde er am 9. August 1962 von Premierminister John Diefenbaker in das 18. kanadische Kabinett berufen und war zunächst Minister ohne Geschäftsbereich. Im Rahmen einer Regierungsumbildung übernahm er am 12. Februar 1963 das Amt des Ministers für Handel und Gewerbe und bekleidete dieses bis zum Ende von Diefenbakers Amtszeit am 21. April 1963.
Nach dem Rücktritt von John Diefenbaker als Parteivorsitzender bewarb sich McCutcheon auf dem Parteitag am 9. September 1967 um dessen Nachfolge, unterlag jedoch letztlich Robert Stanfield, dem Premierminister von Nova Scotia. Er belegte im ersten Wahlgang mit 137 Stimmen (6,1 Prozent) den fünften Platz unter elf Kandidaten und im zweiten Wahlgang mit 76 Delegiertenstimmen (3,4 Prozent) den achten Platz unter den verbliebenen neun Kandidaten, so dass er auf eine weitere Kandidatur verzichtete. Er sprach sich daraufhin für Stanfield aus, der im fünften Wahlgang mit 1150 Stimmen (54,3 Prozent) gegen Dufferin Roblin gewann, der auf 969 Delegiertenstimmen (45,7 Prozent) kam. Zuvor hatten sich auch andere Bewerber für Stanfield ausgesprochen, während Roblin nur von Diefenbaker eine offizielle Unterstützungszusage erhielt. Diefenbaker hatte trotz seines Rücktritts kurzfristig erneut kandidiert, erreichte in den ersten drei Wahlgängen allerdings nur 271 Stimmen (12,2 Prozent), 172 Delegiertenstimmen (7,8 Prozent) beziehungsweise 114 Stimmen (5,2 Prozent) und zog seine weitere Kandidatur für den vierten Wahlgang zurück.
Bei der Wahl vom 25. Juni 1968 kandidierte McCutcheon, der auch zum Commander des Order of the British Empire (CBE) ernannt worden war, für die Progressiv-konservative Partei im Wahlkreis York-Simcoe für ein Abgeordnetenmandat im Unterhaus, unterlag dabei jedoch John Roberts von der Liberalen Partei. Während Roberts 15.906 Stimmen (45,3 Prozent) bekam, entfielen auf ihn nur 13.100 Wählerstimmen (37,3 Prozent).